# Шміґельський Іван Йосифович
Іван Йосифович Шміґельський (1879, с. Балинці, нині Коломийський район, Івано-Франківська область – 3 грудня 1919, м. Летичів, нині Хмельницька область) – правник, військовик, офіцер австро-угорської армії, старшина Української Галицької Армії. Дядько Ірини Климкевич (Шміґельської) і Полікарпа Шміґельського.

## Життєпис
Народився в 1879 р. у с. Балинці на Коломийщині в сім’ї греко-католицького священника о. Йосифа Шміґельського та німкені Марії Мор (Mohr). 
Після закінчення кадетської школи і присвоєння в 1904 р. чину кадета перебував у резерві командного складу 33-го піхотного полку Крайової оборони, дислокованого в Стрию, де в січні 1910 р. йому було присвоєно чин лейтенанта.
Навчався в Коломийській державній гімназії й на правничому факультеті  Львівського університету, по закінченні якого в 1913 р. працював авскультантом (молодшим урядником) в Окружному суді в Коломиї, а 1914 р. був переведений на посаду авскультанта Крайового вищого суду у Львові. 
З початком Першої світової війни був мобілізований до австрійської армії. Воював  на російському фронті, де у вересні 1914 р. був поранений і деякий час лікував стріляну рану ноги в шпиталях Відня. Після одужання повернувся до війська, де в травні 1915 р. йому було присвоєно чин обер-лейтенанта. Упродовж 1916 – 1918 років перебував на фронті. За воєнні заслуги нагороджений імператорською подякою, бронзовою медаллю «За військові заслуги» на стрічці Хреста військових заслуг і Хрестом військових заслуг третього ступеня з військовою відмінністю і мечами.
Після демобілізації з австрійської армії повернувся до Коломиї, де його застали події Листопадового чину, і в грудні 1918 р. вступив до Української Галицької Армії, служив у складі Окружної військової команди в Коломиї, пізніше воював у 2-й Коломийській бригаді УГА, де 1 березня 1919 р. був іменований сотником. Брав участь у польсько-українській війні в Галичині, а влітку 1919 р. разом з УГА перейшов ріку Збруч і на Поділлі воював за незалежність Української Народної Республіки (УНР) у більшовицько-українській війні.
Помер 3 грудня 1919 р. від тифу в шпиталі у Летичеві на Поділлі, місце поховання невідоме.